# 松桂镇
松桂镇，是中华人民共和国云南省大理白族自治州鹤庆县下辖的一个乡镇级行政单位。面積331.7平方公里，人口3.2萬人(2000年)。

## 行政区划
松桂镇下辖以下地区：
松桂村、勤劳村、南庄村、长头村、龙珠村、宝窝村、中窝村、波罗村、三庄村、大营村、赤石村、东坡村、新窝村、大石村和文星村。

## 中国传统村落
2013年8月，长头村、镇龙珠村军营自然村、松桂村街南自然村被评为第二批中国传统村落。